# Claire Berest
Pour les articles homonymes, voir Berest.
Claire Berest, née le 14 juillet 1982 à Paris, est une écrivaine française.

## Biographie

### Enfance et formation
Claire Berest est l’arrière-petite-fille du peintre et écrivain Francis Picabia et de la musicienne Gabriële Buffet-Picabia. 
Son grand-père, Eugène Bérest, né à Saint-Pol-de-Léon en 1922, est professeur agrégé de lettres classiques, député du Finistère, de 1978 à 1981, et maire de Brest, de 1973 à 1977. 
Elle est la sœur de l'écrivaine Anne Berest.  
Elle obtient une maîtrise de Lettres à la Sorbonne. Diplômée d'un Institut universitaire de formation des maîtres (IUFM), elle enseigne quelque temps en ZEP avant de démissionner. 

### Carrière littéraire
Elle publie son premier roman, Mikado, en janvier 2011 aux éditions Léo Scheer.
Son deuxième roman, L'Orchestre vide, s'inspire de sa relation avec le chanteur canadien Buck 65. 
En 2016, parait Bellevue qui raconte comment la vie d'Alma bascule le jour de ses 30 ans.  
Avec sa sœur Anne Berest, elle co-écrit en 2017, Gabriële, en hommage à leur arrière grand-mère Gabriële Buffet-Picabia. Le livre remporte le Grand Prix de l'Héroïne Madame Figaro 2018. 
Son roman publié en 2019, Rien n'est noir, met en scène Frida Kahlo et Diego Rivera. Elle reçoit pour ce roman le grand prix des lectrices de Elle 2020.
En 2021, elle publie Artifices, une histoire à tiroirs « qui s’appuie sur les failles, les souvenirs et les blessures de personnages dont on se demande s’ils sont ce qu’ils sont, et ce qu’ils cachent au plus profond d’eux-mêmes »,,. Il s'agit d'un roman noir qui emprunte les codes du polar avec le personnage du policier solitaire et bourru. Ce dernier est en proie à des cauchemars et se coupe du monde avant la rencontre avec sa voisine. Le livre remporte le prix du Livre à Metz-Marguerite Puhl-Demange. 
En 2023 parait L'épaisseur d'un cheveu sur le sujet du féminicide conjugal,. Elle y raconte l’histoire d’Étienne qui va tuer sa femme de 37 coups de couteau.
Parallèlement, elle écrit des articles dans des journaux, comme dans Le Franc Tireur sur Virginia Woolf, Le Parisien mais aussi dans Paris Match sur l'affaire des viols de Mazan en octobre 2024,,. Elle est également scénariste et auteure de pièces de théâtre. Elle est enfin l'autrice de deux essais, La lutte des classes, pourquoi j’ai démissionné de l’Éducation nationale et Enfants perdus, une enquête à la brigade des mineurs.

### Vie privée
Son compagnon est l'écrivain Abel Quentin,.

## Publications
- Mikado, éditions Léo Scheer, 2011
- L'Orchestre vide, éditions Léo Scheer, 2012
- La lutte des classes : Pourquoi j'ai démissionné de l'Éducation nationale, éditions Léo Scheer, 2012
- Enfants perdus, éditions Plein jour, 2014
- Bellevue, Éditions Stock, 2016
- Gabriële (avec Anne Berest), Stock, 2017 - Grand prix de l'héroïne Madame Figaro - Biographie 2018
- Rien n’est noir, Éditions Stock, 2019 - Grand Prix des Lectrices de Elle 2020[25]
- Artifices, Éditions Stock, 2021
- Lettres et poèmes à Gabriële (avec Anne Berest), Seghers, 2023
- L'Épaisseur d'un cheveu, Albin Michel, 2023
- La chair des autres, Albin Michel, 2025